# Chichery
Chichery ist eine französische Gemeinde mit 434 Einwohnern (Stand 1. Januar 2022) im Département Yonne in der Region Bourgogne-Franche-Comté (vor 2016 Bourgogne). Die Gemeinde gehört zum Arrondissement Auxerre und zum Kanton Migennes. 

## Geografie
Chichery liegt etwa 13 Kilometer nordnordwestlich von Auxerre an der Yonne, die die Gemeinde im Osten begrenzt. Umgeben wird Chichery von den Nachbargemeinden Bassou im Norden, Beaumont im Nordosten, Chemilly-sur-Yonne im Osten, Gurgy im Osten und Südosten, Appoigny im Süden, Branches im Westen und Südwesten sowie Valravillon im Westen und Nordwesten.

## Bevölkerungsentwicklung
| Jahr                       | 1962 | 1968 | 1975 | 1982 | 1990 | 1999 | 2006 | 2018 |
| Einwohner                  | 314  | 362  | 398  | 386  | 430  | 461  | 480  | 487  |
| Quellen: Cassini und INSEE |      |      |      |      |      |      |      |      |

## Sehenswürdigkeiten
- Kirche Saint-Laurent-et-Saint-Vincent

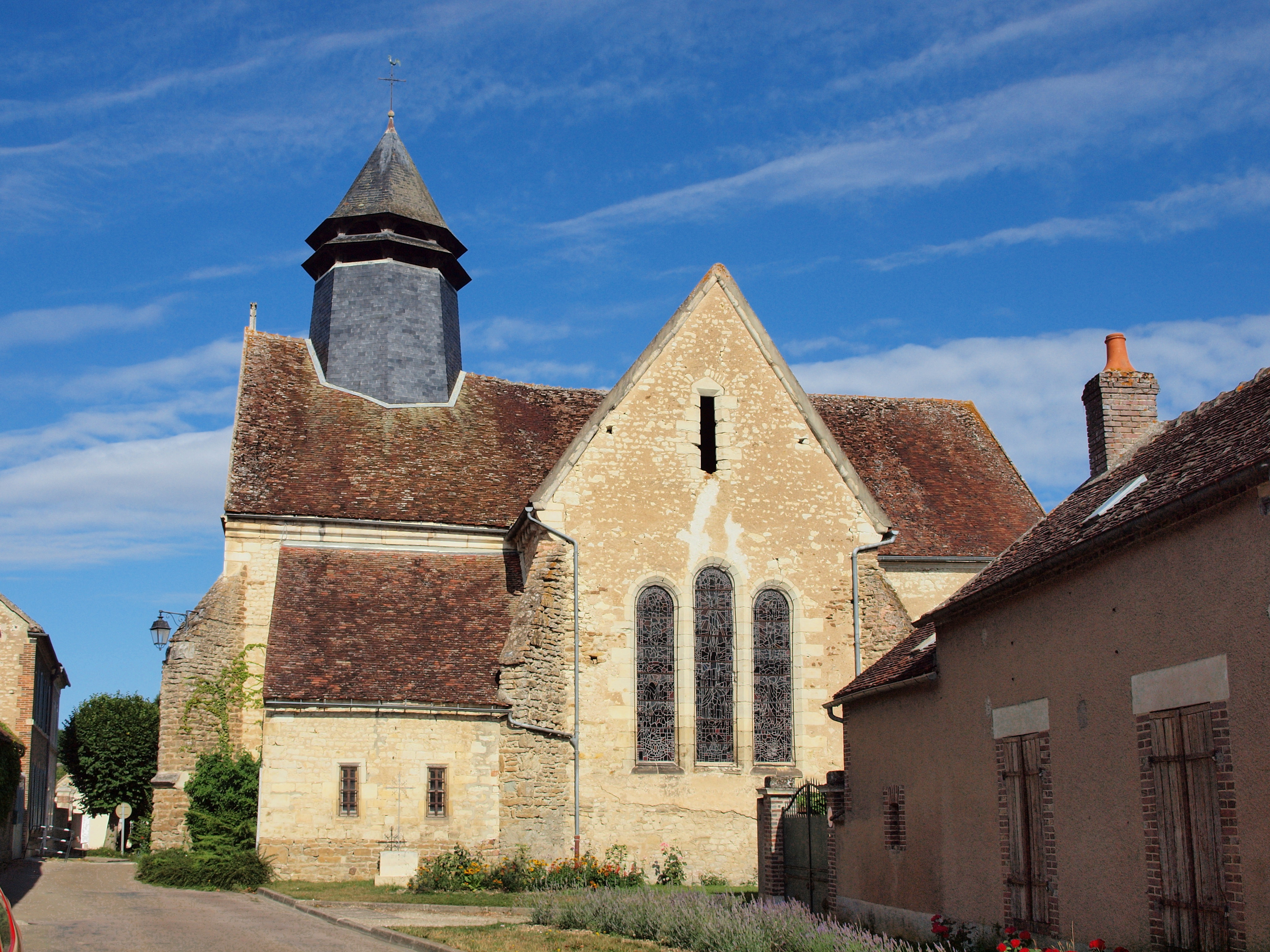
Kirche Saint-Laurent-et-Saint-Vincent

## Gemeindepartnerschaft
Mit der französischen Gemeinde Bleurville im Département Vosges besteht eine Partnerschaft.